# World Baseball Classic 2006
Der erste World Baseball Classic fand zwischen dem 3. und 20. März 2006 statt. Die Gruppenspiele wurden in Tokio, San Juan, Orlando, Phoenix, Anaheim und San Diego. Die Halbfinals und das Finale fanden im PETCO Park in San Diego statt. Gewinner des ersten World Baseball Classic 2006 war die japanische Nationalmannschaft nach einem 10:6-Finalsieg über Kuba. Im Halbfinale hatten die Japaner unter Coach Sadaharu Oh die Mannschaft aus Korea besiegt, der sie in Runde 1 und Runde 2 noch unterlegen waren. Die USA schieden in Runde 2 gegen Japan und Korea aus.

## Austragungsorte

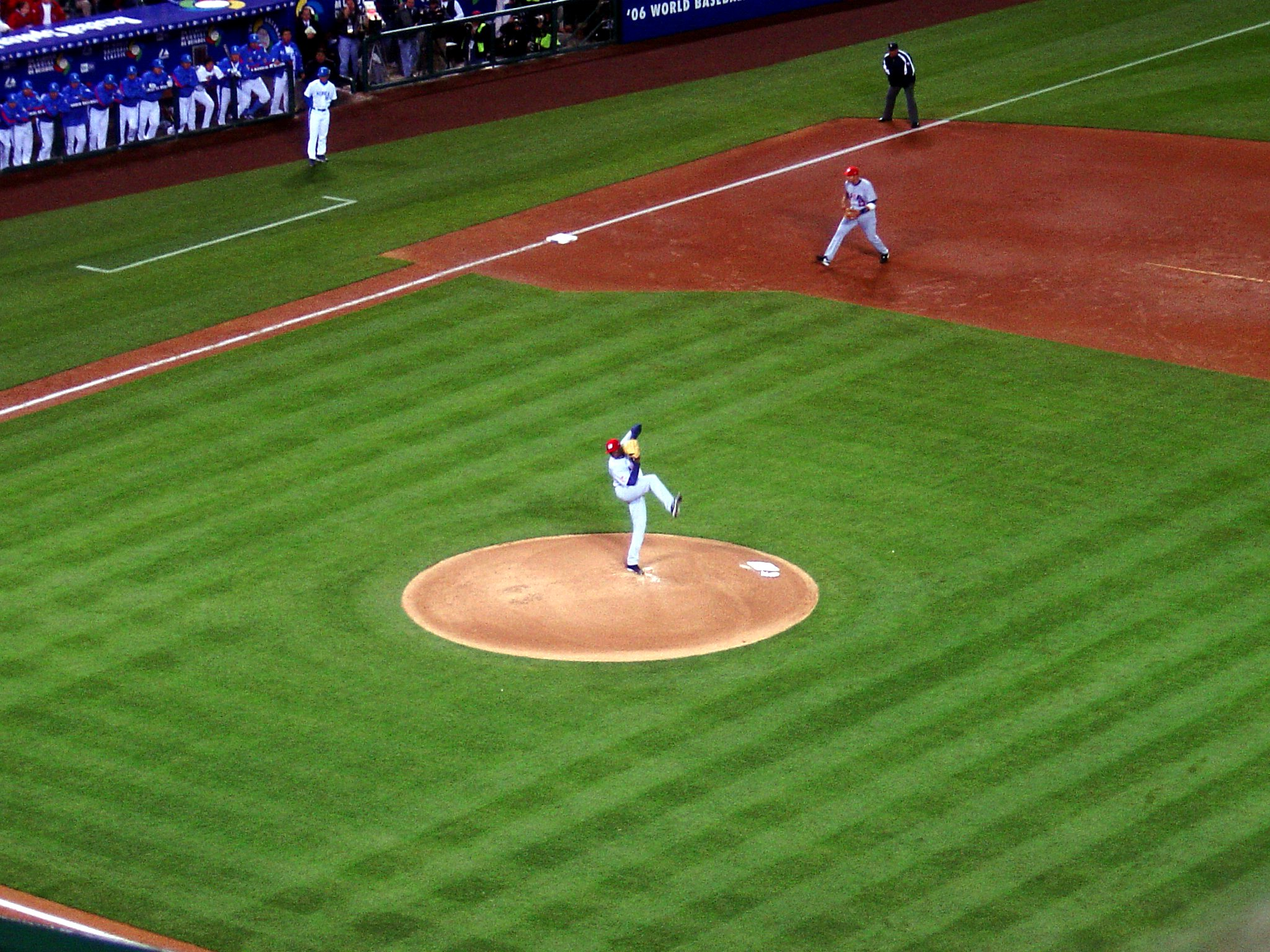
Ein Spiel am 13. März 2006 im Angel Stadium, Anaheim, USA

In folgenden Stadien wurden die World Baseball Classic 2006 gespielt:
| Gruppe A – Tokyo            | Gruppe B – Phoenix       | Gruppe B – Scottsdale | Gruppe C & 2 – San Juan |
| --------------------------- | ------------------------ | --------------------- | ----------------------- |
| Tokyo Dome                  | Chase Field              | Scottsdale Stadium    | Hiram Bithorn Stadium   |
| Kapazität: 42.000           | Kapazität: 49.033        | Kapazität: 8.500      | Kapazität: 18.000       |
|                             |                          |                       |                         |
| Gruppe D – Lake Buena Vista | Gruppe 1 – Anaheim       | Finals – San Diego    | Finals – San Diego      |
| Cracker Jack Stadium        | Angel Stadium of Anaheim | PETCO Park            | PETCO Park              |
| Kapazität: 9.500            | Kapazität: 45.037        | Kapazität: 42.445     | Kapazität: 42.445       |
|                             |                          |                       |                         |

## Gruppen

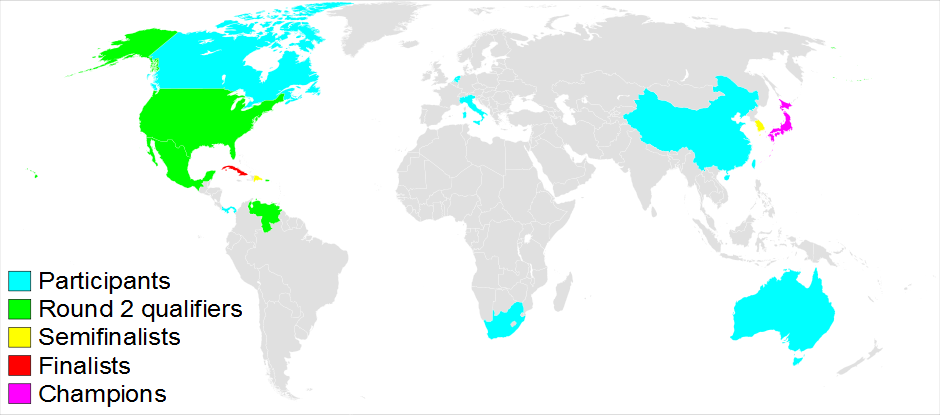
Die Teilnehmerländer des World Baseball Classic 2006.

Die Teams für den ersten World Baseball Classic wurden ausgewählt, weil sie die „am besten baseballspielenden Nationen der Welt sind und für eine globale Repräsentation des Events sorgen.“
| Gruppe A            | Gruppe B           | Gruppe C    | Gruppe D                |
| ------------------- | ------------------ | ----------- | ----------------------- |
| Volksrepublik China | Kanada             | Kuba        | Australien              |
| Chinesisch Taipeh   | Mexiko             | Niederlande | Dominikanische Republik |
| Japan               | Südafrika          | Panama      | Italien                 |
| Südkorea            | Vereinigte Staaten | Puerto Rico | Venezuela               |

## Runde 1

### Gruppe A
| Rk | Team                | W | L | Tiebreaker |
| -- | ------------------- | - | - | ---------- |
| 1  | Südkorea            | 3 | 0 | –          |
| 2  | Japan               | 2 | 1 | –          |
| 3  | Chinesisch Taipeh   | 1 | 2 | –          |
| 4  | Volksrepublik China | 0 | 3 | –          |

| Datum        | Team 1              | Score | Team 2              | Inning | Boxscore |
| ------------ | ------------------- | ----- | ------------------- | ------ | -------- |
| 3. März 2006 | Südkorea            | 2–0   | Chinesisch Taipeh   |        | Boxscore |
| 3. März 2006 | Japan               | 18–2  | Volksrepublik China | 8      | Boxscore |
| 4. März 2006 | Volksrepublik China | 1–10  | Südkorea            |        | Boxscore |
| 4. März 2006 | Japan               | 14–3  | Chinesisch Taipeh   | 7      | Boxscore |
| 5. März 2006 | Chinesisch Taipeh   | 12–3  | Volksrepublik China |        | Boxscore |
| 5. März 2006 | Südkorea            | 3–2   | Japan               |        | Boxscore |

### Gruppe B
| Rk | Team               | W | L | Tiebreaker     |
| -- | ------------------ | - | - | -------------- |
| 1  | Mexiko             | 2 | 1 | 1–1, 1.59 RA/9 |
| 2  | Vereinigte Staaten | 2 | 1 | 1–1, 4.00 RA/9 |
| 3  | Kanada             | 2 | 1 | 1–1, 7.50 RA/9 |
| 4  | Südafrika          | 0 | 3 | –              |

| Datum         | Team 1             | Score | Team 2             | Inning | Boxscore |
| ------------- | ------------------ | ----- | ------------------ | ------ | -------- |
| 7. März 2006  | Mexiko             | 0–2   | Vereinigte Staaten |        | Boxscore |
| 7. März 2006  | Kanada             | 11–8  | Südafrika          |        | Boxscore |
| 8. März 2006  | Kanada             | 8–6   | Vereinigte Staaten |        | Boxscore |
| 8. März 2006  | Südafrika          | 4–10  | Mexiko             |        | Boxscore |
| 9. März 2006  | Mexiko             | 9–1   | Kanada             |        | Boxscore |
| 10. März 2006 | Vereinigte Staaten | 17–0  | Südafrika          | 5      | Boxscore |

### Gruppe C
| Rk | Team        | W | L | Tiebreaker |
| -- | ----------- | - | - | ---------- |
| 1  | Puerto Rico | 3 | 0 | –          |
| 2  | Kuba        | 2 | 1 | –          |
| 3  | Niederlande | 1 | 2 | –          |
| 4  | Panama      | 0 | 3 | –          |

| Datum         | Team 1      | Score | Team 2      | Inning | Boxscore |
| ------------- | ----------- | ----- | ----------- | ------ | -------- |
| 7. März 2006  | Panama      | 1–2   | Puerto Rico |        | Boxscore |
| 8. März 2006  | Kuba        | 8–6   | Panama      | 11     | Boxscore |
| 8. März 2006  | Puerto Rico | 8–3   | Niederlande |        | Boxscore |
| 9. März 2006  | Kuba        | 11–2  | Niederlande |        | Boxscore |
| 10. März 2006 | Niederlande | 10–0  | Panama      | 7      | Boxscore |
| 10. März 2006 | Puerto Rico | 12–2  | Kuba        | 7      | Boxscore |

### Gruppe D
| Rk | Team                    | W | L | Tiebreaker |
| -- | ----------------------- | - | - | ---------- |
| 1  | Dominikanische Republik | 3 | 0 | –          |
| 2  | Venezuela               | 2 | 1 | –          |
| 3  | Italien                 | 1 | 2 | –          |
| 4  | Australien              | 0 | 3 | –          |

| Datum         | Team 1                  | Score | Team 2                  | Inning | Boxscore |
| ------------- | ----------------------- | ----- | ----------------------- | ------ | -------- |
| 7. März 2006  | Dominikanische Republik | 11–5  | Venezuela               |        | Boxscore |
| 7. März 2006  | Australien              | 0–10  | Italien                 | 7      | Boxscore |
| 8. März 2006  | Italien                 | 0–6   | Venezuela               |        | Boxscore |
| 9. März 2006  | Italien                 | 3–8   | Dominikanische Republik |        | Boxscore |
| 9. März 2006  | Venezuela               | 2–0   | Australien              |        | Boxscore |
| 10. März 2006 | Australien              | 4–6   | Dominikanische Republik |        | Boxscore |

## Runde 2

### Gruppe 1
| Rk | Team               | W | L | Tiebreaker     |
| -- | ------------------ | - | - | -------------- |
| 1  | Südkorea           | 3 | 0 | –              |
| 2  | Japan              | 1 | 2 | 1–1, 2.55 RA/9 |
| 3  | Vereinigte Staaten | 1 | 2 | 1–1, 2.65 RA/9 |
| 4  | Mexiko             | 1 | 2 | 1–1, 3.50 RA/9 |

| Datum         | Team 1             | Score | Team 2             | Inning | Boxscore |
| ------------- | ------------------ | ----- | ------------------ | ------ | -------- |
| 12. März 2006 | Japan              | 3–4   | Vereinigte Staaten |        | Boxscore |
| 12. März 2006 | Mexiko             | 1–2   | Südkorea           |        | Boxscore |
| 13. März 2006 | Vereinigte Staaten | 3–7   | Südkorea           |        | Boxscore |
| 14. März 2006 | Japan              | 6–1   | Mexiko             |        | Boxscore |
| 15. März 2006 | Südkorea           | 2–1   | Japan              |        | Boxscore |
| 16. März 2006 | Vereinigte Staaten | 1–2   | Mexiko             |        | Boxscore |

### Gruppe 2
| Rk | Team                    | W | L | Tiebreaker |
| -- | ----------------------- | - | - | ---------- |
| 1  | Dominikanische Republik | 2 | 1 | 1–0        |
| 2  | Kuba                    | 2 | 1 | 0–1        |
| 3  | Venezuela               | 1 | 2 | 1–0        |
| 4  | Puerto Rico             | 1 | 2 | 0–1        |

| Datum         | Team 1                  | Score | Team 2                  | Inning | Boxscore |
| ------------- | ----------------------- | ----- | ----------------------- | ------ | -------- |
| 12. März 2006 | Kuba                    | 7–2   | Venezuela               |        | Boxscore |
| 12. März 2006 | Puerto Rico             | 7–1   | Dominikanische Republik |        | Boxscore |
| 13. März 2006 | Dominikanische Republik | 7–3   | Kuba                    |        | Boxscore |
| 13. März 2006 | Venezuela               | 6–0   | Puerto Rico             |        | Boxscore |
| 14. März 2006 | Venezuela               | 1–2   | Dominikanische Republik |        | Boxscore |
| 15. März 2006 | Kuba                    | 4–3   | Puerto Rico             |        | Boxscore |

## Finale
|  | Halbfinale | Halbfinale              | Halbfinale |  |  | Finale | Finale | Finale |
|  |            |                         |            |  |  |        |        |        |
|  |            |                         |            |  |  |        |        |        |
|  | 2V         | Kuba                    | 3          |  |  |        |        |        |
|  | 2G         | Dominikanische Republik | 1          |  |  |        |        |        |
|  |            |                         |            |  |  | HF1G   | Kuba   | 6      |
|  |            |                         |            |  |  | HF2G   | Japan  | 10     |
|  | 1V         | Japan                   | 6          |  |  |        |        |        |
|  | 1G         | Südkorea                | 0          |  |  |        |        |        |
|  |            |                         |            |  |  |        |        |        |

### Halbfinale
| Datum         | Team 1 | Score | Team 2                  | Inning | Boxscore |
| ------------- | ------ | ----- | ----------------------- | ------ | -------- |
| 18. März 2006 | Kuba   | 3–1   | Dominikanische Republik |        | Boxscore |
| 18. März 2006 | Japan  | 6–0   | Südkorea                |        | Boxscore |

### Finale
| Datum         | Team 1 | Score | Team 2 | Inning | Boxscore |
| ------------- | ------ | ----- | ------ | ------ | -------- |
| 20. März 2006 | Japan  | 10–6  | Kuba   |        | Boxscore |

## Endstand

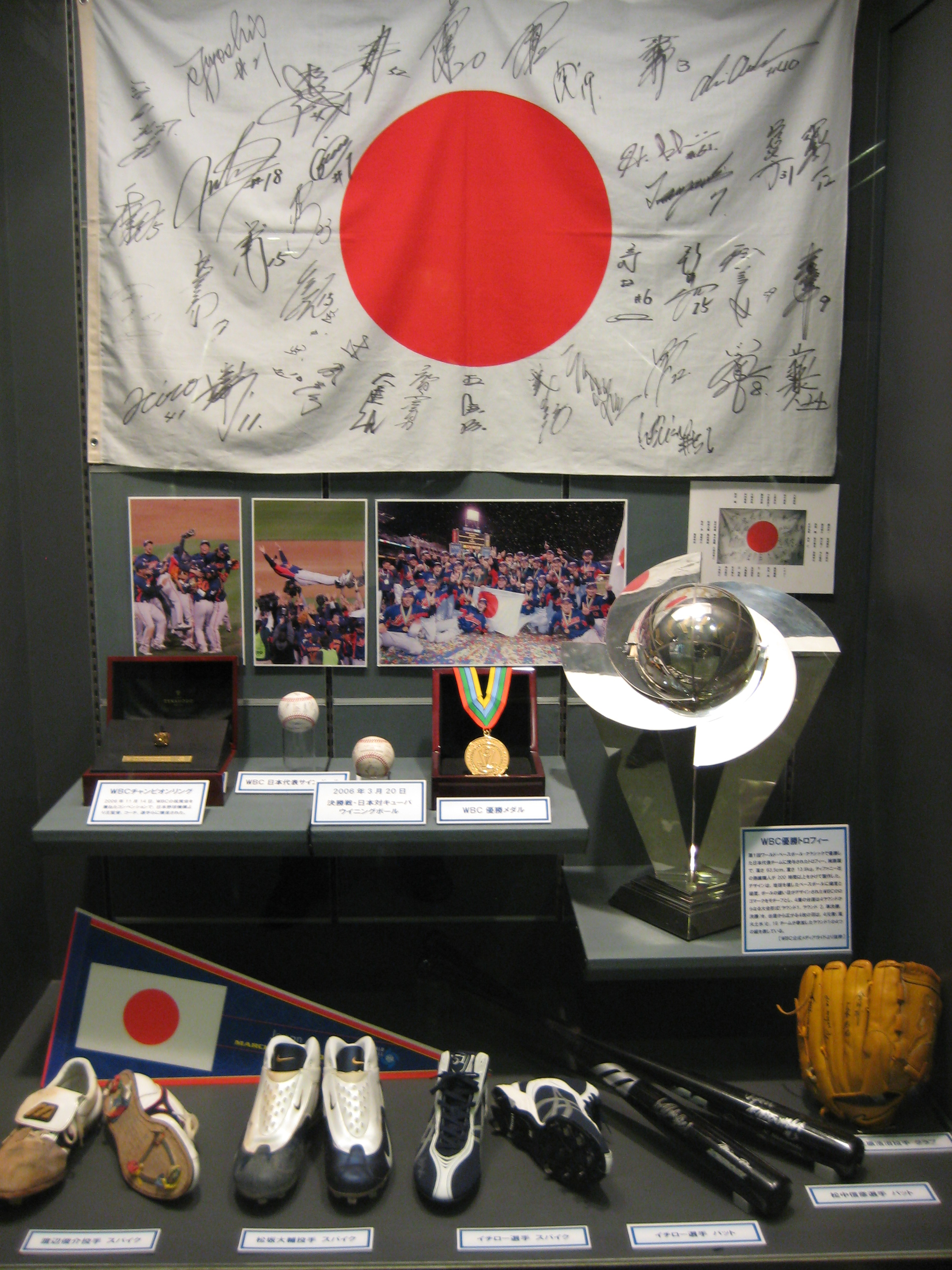
Championship Trophy

| 1                                     | Japan                   | 5 | 3 |
| Finalniederlage                       |                         |   |   |
| 2                                     | Kuba                    | 5 | 3 |
| Halbfinalniederlage                   |                         |   |   |
| 3                                     | Südkorea                | 6 | 1 |
| 4                                     | Dominikanische Republik | 5 | 2 |
| nicht für das Halbfinale qualifiziert |                         |   |   |
| 5                                     | Puerto Rico             | 4 | 2 |
| 6                                     | Mexiko                  | 3 | 3 |
| 7                                     | Venezuela               | 3 | 3 |
| 8                                     | Vereinigte Staaten      | 3 | 3 |
| nicht für die 2. Runde qualifiziert   |                         |   |   |
| 9                                     | Kanada                  | 2 | 1 |
| 10                                    | Italien                 | 1 | 2 |
| 11                                    | Niederlande             | 1 | 2 |
| 12                                    | Chinesisch Taipeh       | 1 | 2 |
| 13                                    | Australien              | 0 | 3 |
| 14                                    | Panama                  | 0 | 3 |
| 15                                    | Volksrepublik China     | 0 | 3 |
| 16                                    | Südafrika               | 0 | 3 |

## Zuschauerresonanz und Einnahmen

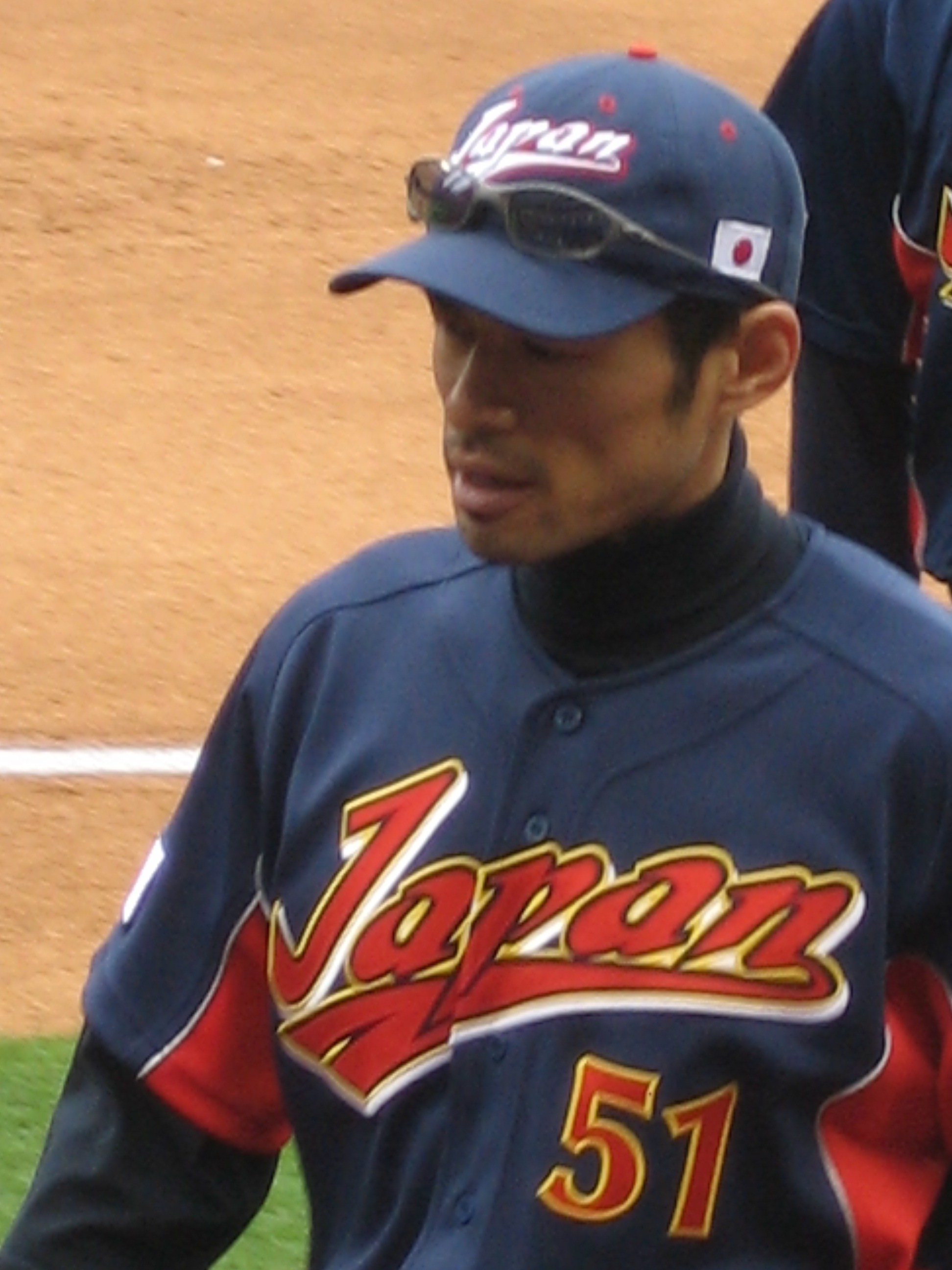
Ichiro, Teil des siegreichen japanischen Teams

Wegen des geringen Interesses des Baseballpublikums an bisherigen internationalen Turnieren, waren die Erwartungen insbesondere der US-Medien gering. Viele Spiele wurden nur zeitversetzt und gekürzt übertragen. Die Tatsache, dass erstmals viele der Major League Stars im Nationaltrikot antraten, führte aber zu relativ großer Resonanz auch beim amerikanischen Publikum, obwohl auch bei diesem Turnier eine Reihe von MLB-Spielern ihre Teilnahme abgesagt hatten. Der Sender ESPN, der die alleinigen Übertragungsrechte in den USA besaß, berichtete Rekordeinschaltquoten für Spiele außerhalb der Major League.
Die Einnahmen des Word Baseball Classic wurden zu 47 % als Preisgeld ausgeschüttet und zu 53 % unter den Ausrichtern verteilt, zu denen neben der von der MLB getragenen World Baseball Classic Inc., dem MLB Spielerverband (je 17,5 % der Gesamteinnahmen) und der japanischen Liga (7 %) auch der koreanische Verband und der Weltverband (je 5 %) gehören. Die kubanische Mannschaft spendete ihr Preisgeld in Höhe von 7 % der Einnahmen an die Opfer von Hurrikan Katrina.